# Мамадашвили, Мариам
Мариа́м Мамадашви́ли (груз. მარიამ მამადაშვილი; род. 16 ноября 2005, Тбилиси, Грузия) — грузинская певица, победительница конкурса песни «Детское Евровидение — 2016».
В 2022 году, Мариам и все победители Детского Евровидения отправятся в Ереван, где они исполнят свои победные песни.

## Биография
Мариам родилась в Тбилиси. Поёт на сцене с 4 лет. В своей родной Грузии занималась в «Студии Бзикеби» и училась (по классу фортепиано) в тбилисской Государственной музыкальной школе имени Евгения Микеладзе. Неоднократно участвовала в различных конкурсах и телевизионных шоу, становилась лауреатом. Также её избирали для исполнения гимна страны на празднованиях Дня Независимости. Играла в мюзиклах и спектаклях; в частности, в 2014 году исполняла роль принцессы в спектакле «Анна и я», поставленном тбилисским «Театром на Атонели». С 2015 года живёт в США и учится вокалу, танцам и актёрскому мастерству в Broadway Method Academy (Коннектикут).

## «Детское Евровидение» — 2016
В начале октября 2016 года юная певица выиграла организованный Общественным телевидением Грузии конкурс на участие в «Детском Евровидении», которое состоялось в Валенсии (Мальта) 20 ноября. Конкурсную песню «Мзео» («Солнышко») Мариам написала вместе с композитором Георгием Кухианидзе.
На «Детском Евровидении» Мариам Мамадашвили получила 239 очков и победила, обойдя на 7 очков Мэри Варданян и Анаит Адамян из Армении.